# Frank Clarke
Frank Clarke (29 de dezembro de 1898 - 12 de junho de 1948) foi um aviador que se tornou dublê e ator de cinema estadunidense, atuando em 12 filmes entre 1925 e 1950, interpretando regularmente o papel de piloto. Por sua perícia na aviação, foi também dublê em 11 filmes entre 1921 e 1939.

## Biografia

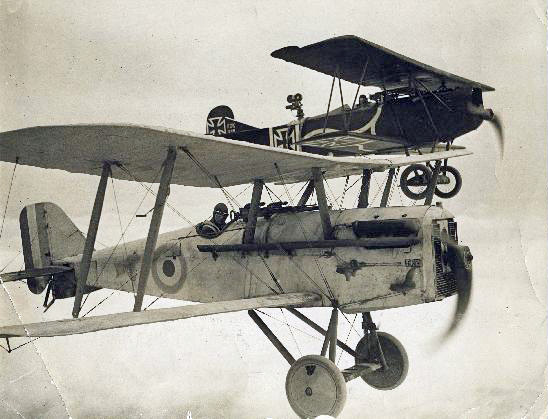
Cena aérea com Frank Clarke e Roy Wilson para o filme Hel’s Angels, de 1930

Nasceu em Paso Robles, Califórnia, descendente de irlandeses e Cherokees, e cresceu em um rancho perto de Fresno, Califórnia. Decidiu se tornar aviador e dublê, estudando com Al Wilson, experiente dublê de aviação e passou a fazer alguns papéis nos filmes.
Entre os filmes em que foi apenas dublê destacam-se Wings, em 1927, ganhador do Oscar de Melhor Filme, e The Legion of the Condemned, em 1928. Clarke passou a ser o piloto-chefe para o filme de Howard Hughes de 1929, Hells Angels, que incluiu mais de 50 aviões da Primeira Guerra Mundial e mais de 100 pilotos.
Em 14 de dezembro de 1920, Frank Clarke voou com uma aeronave de cima de um prédio de 10 andares, o Railway Building, no centro de Los Angeles, durante as filmagens de Stranger Than Fiction (1921). Sob o título "Aviator Jumps Off Building", o Los Angeles Times relataria no dia seguinte: “Frank Clark (mais tarde Clarke), aviador-dublê de 22 anos, ontem 'pulou' de um prédio de 10 andares, o Los Angeles Railway Building, na 11th Street e Broadway, e desse modo foi o pioneiro aéreo para os empresários cansados que chegariam em casa mais cedo”.
Seu primeiro filme como ator foi The Cloud Rider, em 1925, pela Van Pelt-Wilson Productions, onde ele fazia o papel de piloto. Atuou depois pela Universal Pictures, pela Pathé, onde fez o seriado Eagle of the Night (1928), RKO Pictures, entre outras. Atuou ao lado de Fred MacMurray e Ray Milland em Men with Wings (1938), e ao lado de Stan Laurel e Oliver Hardy em The Flying Deuces (1939). Seu último filme foi Walk Softly, Stranger, lançado em outubro de 1950, dois anos após sua morte. Na grande maioria de seus filmes, além de atuar, trabalhava como dublê nas cenas perigosas de aviação.

## Morte
Clarke faleceu em 12 de junho de 1948. Clarke e um amigo, Mark Owen, voavam no avião particular de Clarke para Kernville, CA, para visitar um amigo aviador aposentado, Frank Tomick, em sua fazenda. Como uma brincadeira, Clarke iria entregar um saco de estrume fertilizante no celeiro antes do pouso. No entanto, o saco alojado atrás foi sobre os controles e Tomick assistiu horrorizado enquanto o avião dirigiu-se diretamente para o chão, matando Clarke e Owen.
Clarke foi sepultado no Forest Lawn Memorial Park, em Glendale.

## Filmografia parcial

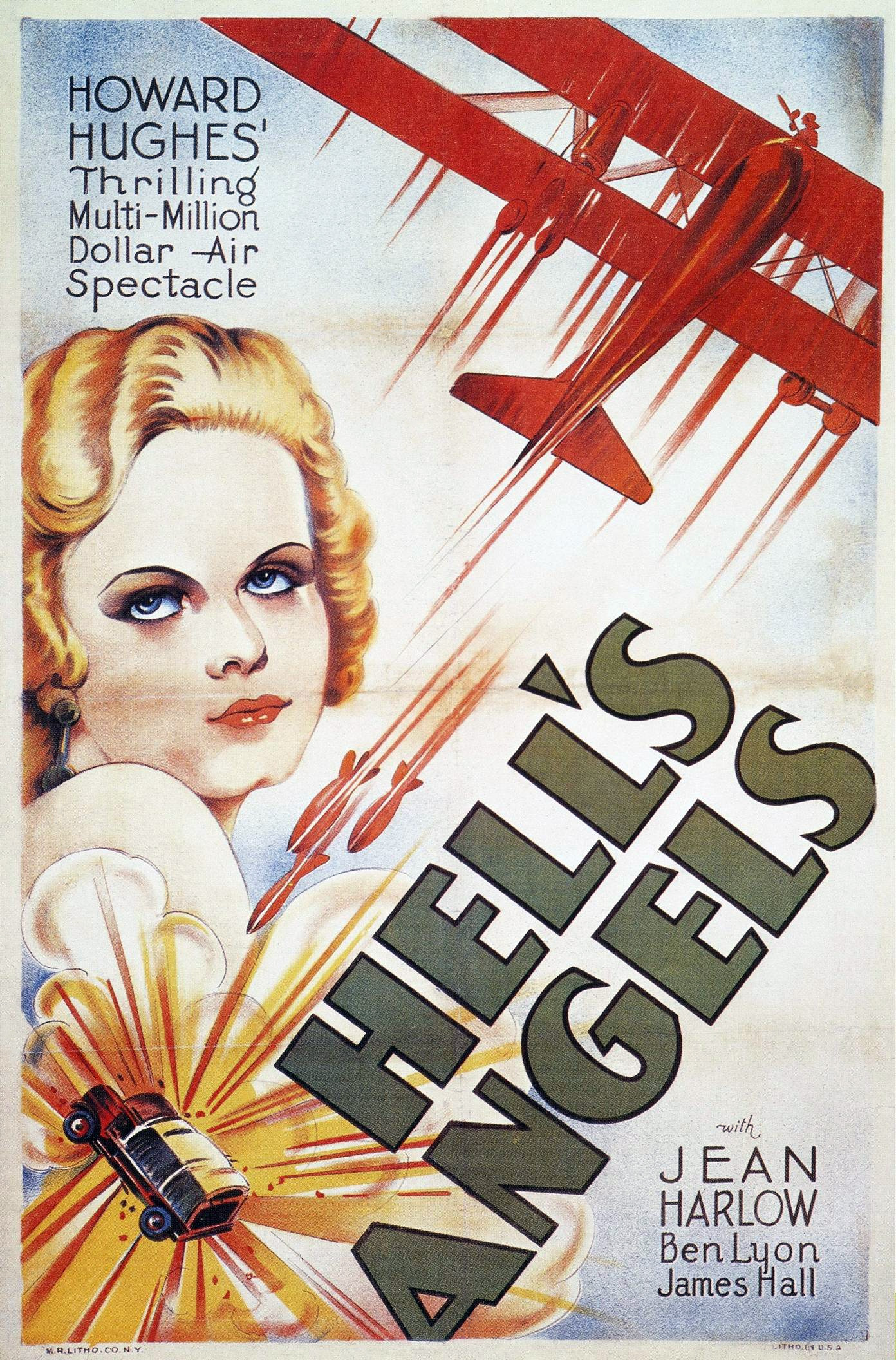
Cartaz do filme Hel’s Angels, de 1930, em que Clarke atuou.

### Ator
- The Cloud Rider (1925)
- Eagle of the Night (1928)
- Hell's Angels (1930)
- Tailspin Tommy in the Great Air Mystery (1935)
- Men with Wings (1938)
- The Flying Deuces (1939)
- Sundown (1941)
- Walk Softly, Stranger (1950)

### Dublê
- Stranger Than Fiction (1921)
- Wings (1927)
- The Legion of the Condemned (1928)
- Hell's Angels (1930)